# Economia de l'Equador

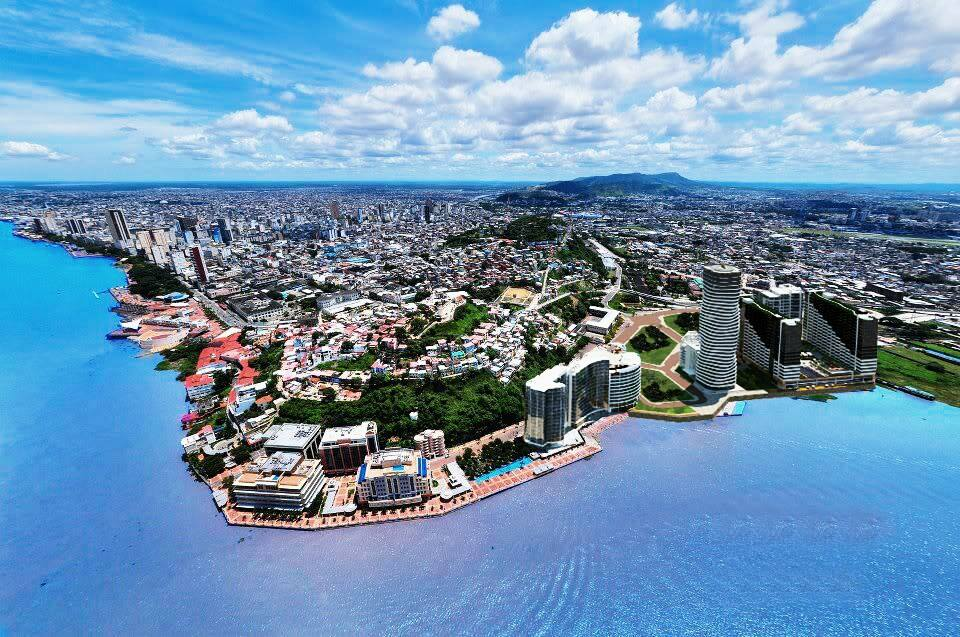
El port de Guayaquil, el principal del país.

L'economia d'Equador és la vuitena més gran de l'Amèrica Llatina després de les de Brasil, Mèxic, Argentina, Colòmbia, Veneçuela, Perú i Xile.
L'economia equatoriana ha presentat un robust i continuat creixement en els últims anys, conreant diversos assoliments com no haver entrat en recessió durant la crisi econòmica global de 2009, malgrat no tenir moneda pròpia. El país és molt dependent de les seves reserves de petroli, responsables per més que meitat de les exportacions i aproximadament 2/5 de les rendes del sector públic en els últims anys. A partir de 2007 es va donar un canvi de timó en la política econòmica, pagant tot el deute amb el FMI i allunyant-se de les seves imposicions que limitaven la despesa pública al país. Era tal la submissió a aquest organisme que tenia un pis sencer dins del Banc Central de l'Equador, des d'on vigilava l'economia nacional, i ni tan sols pagava arrendament. Després de la renegociació reeixida del deute extern, Equador ha concentrat els seus esforços a diversificar la seva matriu energètica, pagar l'enorme deute social i incrementar la inversió pública en infraestructures: hidroelèctriques, carreteres, aeroports, hospitals, col·legis, etc.

## Estructura econòmica

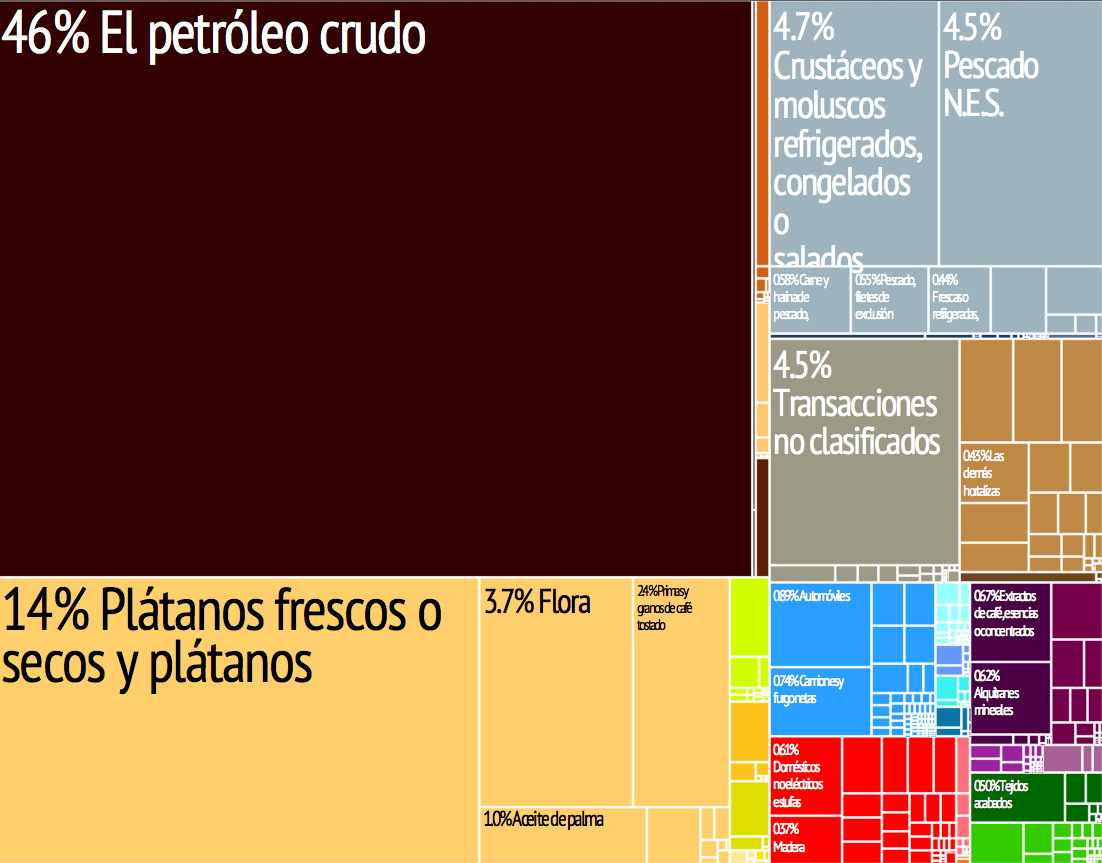
Representació gràfica dels productes d'exportació del país en 28 categories codificades per color.

Malgrat el creixement vigorós dels últims anys, i igual que la majoria dels països llatinoamericans, la seva economia segueix depenent de les exportacions de matèries primeres: el petroli és la principal font de riquesa del país. Per superar aquesta situació, l'Estat fa immensos esforços a passar d'una economia extractiva a una economia del coneixement i valor afegit, per això dona beques a joves per estudiar en universitats de prestigi al primer món, es puja el nivell acadèmic de les universitats equatorianes amb la Llei d'Educació Superior i es construeix la ciutat del coneixement: Yachay, amb assessoria coreana. Existeixen diferències importants de l'ingrés on el vint per cent de la població més rica posseeix el 54,3% de la riquesa i el 91% de les terres productives. D'altra banda, el 20% de la població més pobra amb prou feines té accés al 4,2% de la riquesa i té en propietat només el 0,1% de la terra.

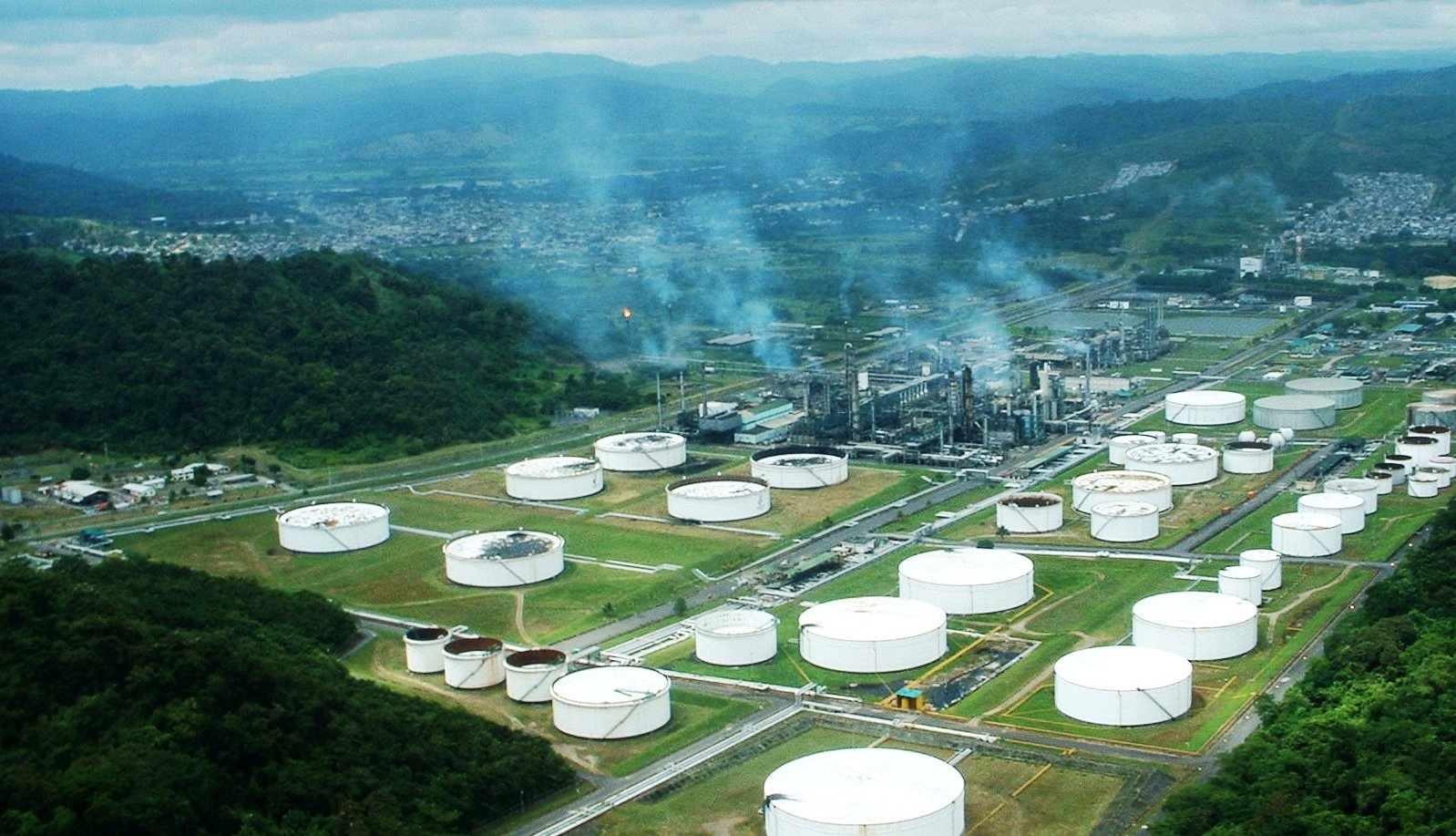
Refinaries de petroli a Esmeraldas.

En contraposició Equador està situat geogràficament en la línia equatorial que li dona el seu nom. Té un clima estable gairebé tots els mesos de l'any amb les conseqüències positives pel sector agrícola; posseeix petroli en quantitats que si bé no ho situen com un país amb grans reserves, en té prou per al seu desenvolupament, no obstant això, els governs anteriors no ho van aprofitar per al mateix. El país té importants reserves ecològiques i turístiques que pot aprofitar per sostenir el progrés.

## Indústria del programari
El sector de producció del programari a Equador ha crescut exponencialment en els últims anys. Mentre que el 2005 el nombre d'empreses que fabricaven programari al país era de 222, pel 2008 es calcula que hi haurà més de 250 i el nombre segueix augmentant. Aquesta indústria emprava en 2007 aproximadament unes 8.500 persones. Mentre en 2005 la indústria va facturar 62 milions de dòlars, en 2007 va ser més del doble i es va situar en 130 milions de dòlars. El govern ha identificat aquest sector com a estratègic i prepara un paquet d'incentius per desenvolupar encara més aquesta indústria.
Cobiscorp és una empresa amb 59 anys al mercat, exporta el seu producte estrella, COBIS, a 15 països d'Amèrica Llatina. COBIS és un sistema d'automatització per a bancs. Gestor ven a vuit països un programari que té característiques úniques en la branca d'administració de fideïcomisos i fons d'inversió. Agrosoft, en canvi, ven a República Dominicana, Costa Rica i altres països d'Amèrica Central, un programari per administrar bananers.

## Recursos naturals no renovables

### La indústria petroliera com a base del desenvolupament nacional
El més gros jaciment de petroli del país està a la localitat de Los Encuentros, a la província oriental de Zamora-Chinchipe. Es va descobrir el 2007, però va trigar fins al març de 2008 per fer-se públic.
Aparti a això, com a membre de la OPEP, Equador sempre ha pogut exportar petroli amb preus estables-, conjuminades amb el seu ingent potencial de jaciments de gas natural a la frontera nord amb Colòmbia, que en el futur li seguiran garantint una independència en matèria energètica, sense dependre de l'exterior, i possibilitant-li un major potencial de creixement econòmic.

#### Mines d'or de Nambija
El jaciment de Nambija és una mina aurífera al caseriu del mateix nom. És el jaciment més gran de la província de Zamora-Chinchipe. Es troba a 36 km de la ciutat de Zamora, a 2600 metres sobre el nivell del mar. Per arribar-hi existeix servei de busos des del barri Namírez passant per la parròquia de San Carlos.
Les muntanyes hi són solcades per nombroses galeries i cavernes on milers de cercadors d'or van emprar mètodes tradicionals d'extracció. Hi va hi haver greus accidents en els quals van morir centenars de persones. Per mor de la cobdícia de l'or a la regió es veu un clima d'impunitat i molta criminalitat.
Als voltants es practica també la ramaderia i hi ha àrees boscoses disperses. Totes les deixalles d'aquesta explotació han estat abocats al riu Nambija. En conseqüència les aigües no poden servir en balnearis. La contaminació de la llera va destruir molta fauna i flora locals.

## Situació actual de la infraestructura
El sector industrial ha tingut dificultats enormes de créixer considerablement. El principal problema n'és el dèficit d'energia, que el govern actual ha abordat millorant les hidroelèctriques. També n'ha construït de noves. Tals projectes actualment inclouen la negociació de la hidroelèctrica de Coca-Codo. Incentius de finançament, tributaris, tarifaris, i uns altres seran posats en pràctica, amb la intenció de beneficiar les àrees de turisme, processament d'aliments, energies renovables i alternatives, bioenergies, fàrmacs i productes químics, bioquímics i ambientals, serveis, indústria metal·lúrgica, automòbils i peces, calçats, entre d'altres.

## Tractats comercials
L'Equador va negociar la signatura d'un Tractat de Lliure Comerç (TLC) amb els Estats Units, amb una forta oposició dels moviments socials equatorians. Amb l'elecció del president Rafael Correa, aquestes negociacions van ser suspeses. En l'actualitat, la política exterior equatoriana té com a prioritat la integració llatinoamericana, com a conseqüència, Equador està negociant el seu ingrés ple en Mercosur, hagut de
 que, en no tenir cap TLC amb els EUA ni amb la UE, està en capacitat d'adoptar l'aranzel extern comú del Mercosur, encara que el procés podria demorar diversos anys igual que va succeir amb Veneçuela, doncs ha de ser aprovat pels parlaments de tots els membres plens. En cas de concretar-se l'acord, seria l'únic país del Mercosur amb sortida a l'oceà Pacífic i porta d'entrada a Àsia. El president equatorià ha explicat que la decisió es prendrà en el primer semestre de 2013, a causa dels estudis que s'estan fent sobre els impactes que podria tenir en una economia dolaritzada adoptar la política aranzelària de Mercosur.
Equador ha negociat tractats bilaterals amb altres països, a més de pertànyer a la Comunitat Andina de Nacions, i ser membre associat de Mercosur. També és membre de l'Organització Mundial del Comerç (OMC), a més del Banc Interamericà de Desenvolupament (BID), Banc Mundial, Fons Monetari Internacional (FMI), Corporació Andina de Foment (CAF), i altres organismes multilaterals. El novembre de 2007, Equador va tornar a afiliar-se a l'Organització de Països Exportadors de Petroli (OPEP), de la qual s'havia absentat per catorze anys. Aquest mateix any es va crear la Unió de Nacions Sud-americanes (UNASUR), amb seu a Quito, i el primer secretari general en va ser l'expresident equatorià Rodrigo Borja Cevallos. També creat el Banc del Sud, amb altres sis nacions sud-americanes.